# Luis Miravitlles
Luis Miravitlles Torras (Barcelona, 1930-ib., 26 de abril de 1995) fue un divulgador científico español.

## Inicios
Licenciado en Farmacia, tuvo sin embargo, una trayectoria profesional de gran proyección pública, pues se dedicó durante muchos años a la divulgación científica en los medios de comunicación, sobre todo en televisión.

## Televisión
Ingresó en TVE en 1959 y permaneció en ella hasta finales de los años setenta. En la memoria quedan programas como Visado para el futuro (1963-1965), Las fronteras de la ciencia (1966), Misterios al descubierto (1966-1970), La Prehistoria del futuro (1974). Más adelante colaboraría también en el programa de Manuel Martín Ferrand Hora 15 (1977-1979).

## Cine
Su labor divulgadora alcanzó también el mundo del cine y entre sus películas, se puede mencionar también Las Galaxias que quedó segunda en el II Festival Internacional de Filme Científico de la Universidad Libre de Bruselas.

## Libros
Fue también autor de numerosos libros, como Visado para el futuro, basado en los testimonios de su programa de televisión, que alcanzó una tirada de 1.200.000 ejemplares y fue traducido a varios idiomas.
- Miravitlles, Luis (1969): Visado para el futuro. Salvat Editores, S.A. Biblioteca Básica Salvat de Libros RTV, 33. 186 págs. Barcelona (2ª ed. 1971: ISBN 84-345-7234-6)
- —— (1985): Misterios al descubierto. Editorial Planeta, S.A. Documento, 173. 247 págs. Barcelona ISBN 84-320-4355-9

## Otras actividades
En cuanto a su labor en la docencia, entre 1952 y 1971 fue profesor adjunto de Bioquímica y Geología en la Universidad de Barcelona. Además, en 1968 se convirtió en miembro de la Comisión Especial de Selenología de la NASA y en 1972 fue nombrado vicepresidente de la Asociación de Astronáutica Española. Otros cargos que ocupó fueron: director general de la cadena hotelera HUSA, director general de promoción del Turismo en la época de UCD, adjunto a la presidencia del grupo Cirsa, académico correspondiente de la Real Academia de Medicina de Barcelona y delegado de relaciones públicas del Ayuntamiento de Barcelona.

## Premios
Entre los premios y condecoraciones recibidos, figuran el Premio Ondas (1965, Visado para el futuro: mejor programa científico), la medalla al Mérito Militar de primera clase.